# Michalczewski (przedsiębiorstwo)
Michalczewski sp. z.o.o. – polska firma transportowa z siedzibą w Radomiu, posiadająca także oddział we Wrocławiu. Dwa zasadnicze obszary jej działalności to transport autobusowy w ramach systemów komunikacji miejskiej oraz transport towarów na samochodach ciężarowych.

## Radom
Firma obsługuje część komunikacji miejskiej w mieście. Aktualnie w Radomiu obsługuje linie miejskie: 2, 5, 6, 22, 25 oraz 26. Firma obsługuje również prywatną linię A na trasie Radom – Jedlanka.

### Historia
Firma obsługę linii miejskich rozpoczęła od 1994 roku. Początkowo obsługiwała linie 3, 8 i 13, a później także 5, 26 oraz podmiejską A. Stopniowo firma zakupywała do obsługi linii używane autobusy, na początku były to sprowadzone z Wiednia Gräf & Steyry LU200 M11 zasilane gazem LPG, potem ze względu na wprowadzenie przepisów prawnych uniemożliwiających sprowadzanie używanych autobusów z Zachodu przewoźnik był zmuszony kupować używane autobusy z polskiego rynku - wybór padł na Ikarusy 260 i 280 jeżdżące wcześniej m.in. w Łodzi i Legnicy. Wkrótce jednak Michalczewski zakupił 12 fabrycznie nowych autobusów MAN NL222, dostarczanych odpowiednio w 1998, 1999 i 2001 roku. Od 1 stycznia 2004 przejął od MZDiK Radom obsługę podmiejskiej linii A na własne ryzyko. Po wygraniu kolejnego przetargu w Radomiu, w 2008 firma zakupiła nowoczesne autobusy Solaris Urbino 12 i rozpoczęła obsługę linii 1, 2 i 6. Pod koniec 2013 firma zakupiła kolejne egzemplarze tego modelu, lecz tym razem napędzane CNG. Pojazdy te wprowadzono do ruchu na początku 2014 r., zastępując starsze pojazdy na wybranych kursach linii 3, 8 i 13. Dwa lata później całkowicie wycofał się z obsługi linii 3, 8 i 13 i od marca obsługiwał wyłącznie linie 1, 2, 5, 6, i 26 (oraz także podmiejską komercyjną A). W roku 2019 w zamian za linię 1 przeznaczoną do planowanej obsługi autobusami elektrycznymi przez MPK Radom, Michalczewski otrzymał linie miejskie 22 i 25; ta druga powróciła do MPK od września 2023, a następnie w maju 2024 jedna brygada całodzienna ponownie powróciła do Michalczewskiego. Aktualnie firma posiada 28 autobusów przeznaczonych do obsługi radomskich linii miejskich i podmiejskiej linii A (wszystkie to Autosany Sancity 12 LF zakupione w 2018 roku).

### Linie autobusowe miejskie komunalne[13]
- 2: Os. Zamłynie – Idalin
- 5: (Rożki) – Pruszaków – Lotnisko Warszawa-Radom
- 6: (Milejowice / Cerekiewska) – Milejowice / Kasztanowa – Godów
- 22: Obozisko – Lasowice
- 25: Wacyn/Szpital - Potkanów/Stalowa
- 26: (Janiszew) – Mokra / Wernera – Jedlnia-Letnisko / Myśliszewice

### Linia autobusowa podmiejska komercyjna
- A: Radom / Dworzec PKP – Jedlińsk – Jedlanka

### Tabor
| Typ/Wersja                                           | przewóz osób na wózkach                              | Liczba |
| ---------------------------------------------------- | ---------------------------------------------------- | ------ |
| Autosan M12LF                                        | przewóz osób na wózkach                              | 28     |
| Solaris Urbino 12 CNG                                | przewóz osób na wózkach                              | 2      |
| Wszystkie pojazdy                                    | Wszystkie pojazdy                                    | 30     |
| Udział autobusów niskopodłogowych i niskowejściowych | Udział autobusów niskopodłogowych i niskowejściowych | 100%   |

### Malowanie zakładowe
Do 2008 roku wszystkie autobusy Michalczewski sp. z.o.o. wyróżniały się na ulicach Radomia swoim niebiesko-białym malowaniem, co zmieniło się w połowie 2008. Władze miejskie podjęły decyzję o wprowadzeniu w firmie malowania miejskiego. Zakupione po wygraniu przetargu Solarisy musiały być pomalowane biało-czerwono. Michalczewski sp. z.o.o. podjął decyzję o malowaniu w nowe barwy każdego zakupionego autobusu (w poprzednich przetargach wygranych przez Michalczewski sp. z.o.o. nie było zapisów odnośnie do malowania pojazdów). W ostatnich latach używanie malowania zakładowego zostało ograniczone do minimum w związku z wprowadzeniem w 2014 nowego malowania dla wszystkich autobusów obsługujących radomską komunikację miejską.

## Warszawa
Firma jest jednym z ajentów Zarządu Transportu Miejskiego, co oznacza, że wykonuje na zlecenie miasta kursy w ramach systemu komunikacji miejskiej. Warszawska zajezdnia znajduje się przy ulicy Płochocińskiej w dzielnicy Białołęka, w której znajdowała się również zajezdnia firmy ReloBus Transport Polska. Tabor tworzyły autobusy marki MAN – 55 sztuk dwunastometrowego modelu NL 223 z 2003 roku (numery taborowe A4xx) i 55 sztuk przegubowego modelu NG363 Lion’s City (numery taborowe A2xx) zakupione w latach 2006/2007. Oprócz kursów dla ZTM firma wykonywała także dowozy klientów do Centrum Handlowego Maximus w Nadarzynie. Jednakże od połowy 2007 roku obsługę darmowych linii autobusowych do „Maximusa” przejęła firma „L-Wnuk”. Na terenie zajezdni działała również należąca do Michalczewskiego sp. z.o.o. i wykorzystywana częściowo do szkolenia własnych przyszłych pracowników szkoła nauki jazdy. Firma zakończyła obsługę linii na zlecenie ZTM, 30 czerwca 2016 roku. 27 kwietnia 2018 została podpisana umowa na realizację obsługi 25 brygad na liniach ZTM za pomocą pojazdów marki Scania. Firma wróciła do obsługiwania warszawskich linii 27 października 2018 roku. Kontrakt miał zakończyć się w 2026 roku, jednak z uwagi na rosnące koszty utrzymania kontrakt zakończył się 30 czerwca 2024 roku. ITS Michalczewski podjął decymację  o sprzedaży gruntów przy ulicy Płochocińskiej 33 na rzecz Miejskich Zakładów Autobusowych (czerwiec) tym samym podnajęta część terenu dla Relobus kończy się 30 listopada 2024 roku. 

### Tabor w przeszłości

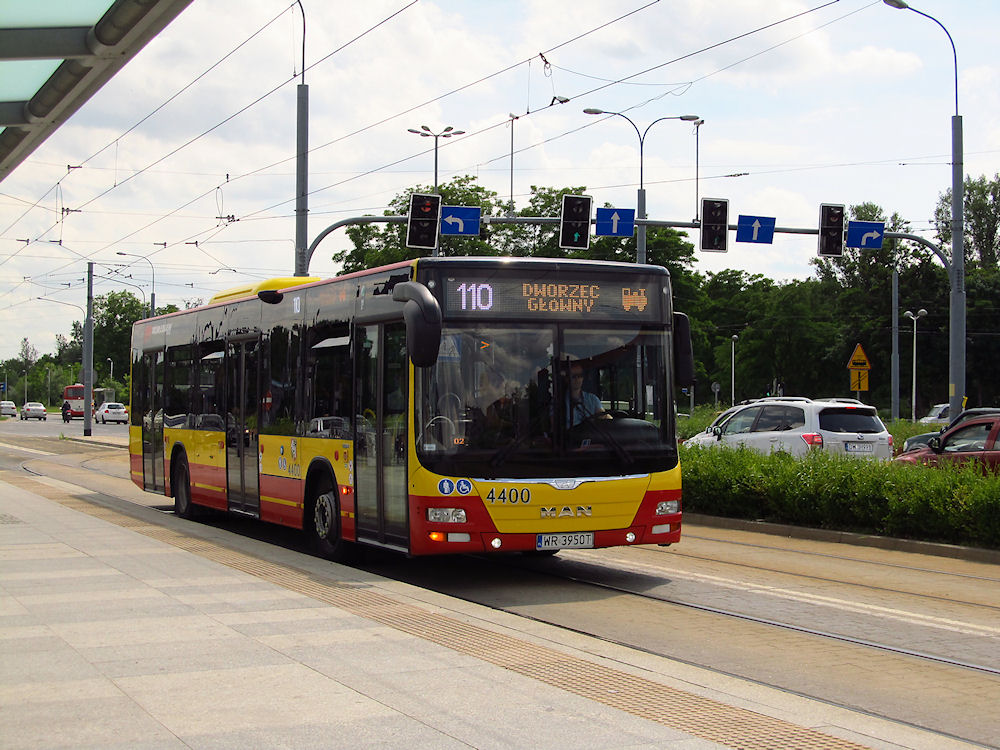
Man Lion's City we Wrocławiu

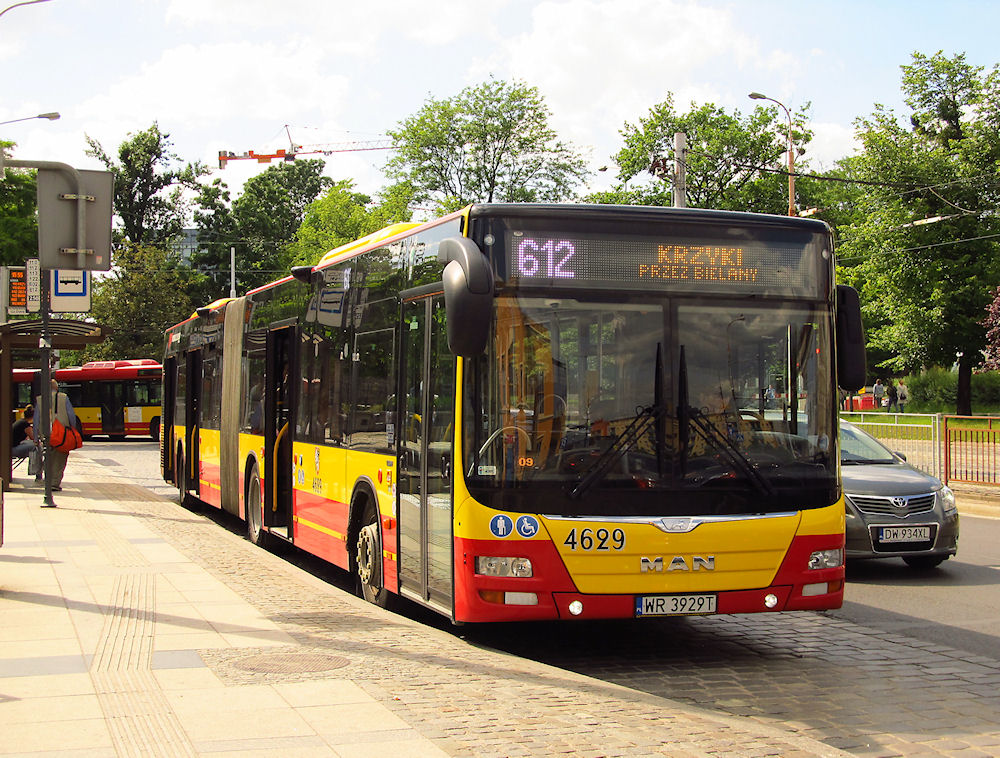
MAN Lion's City G we Wrocławiu

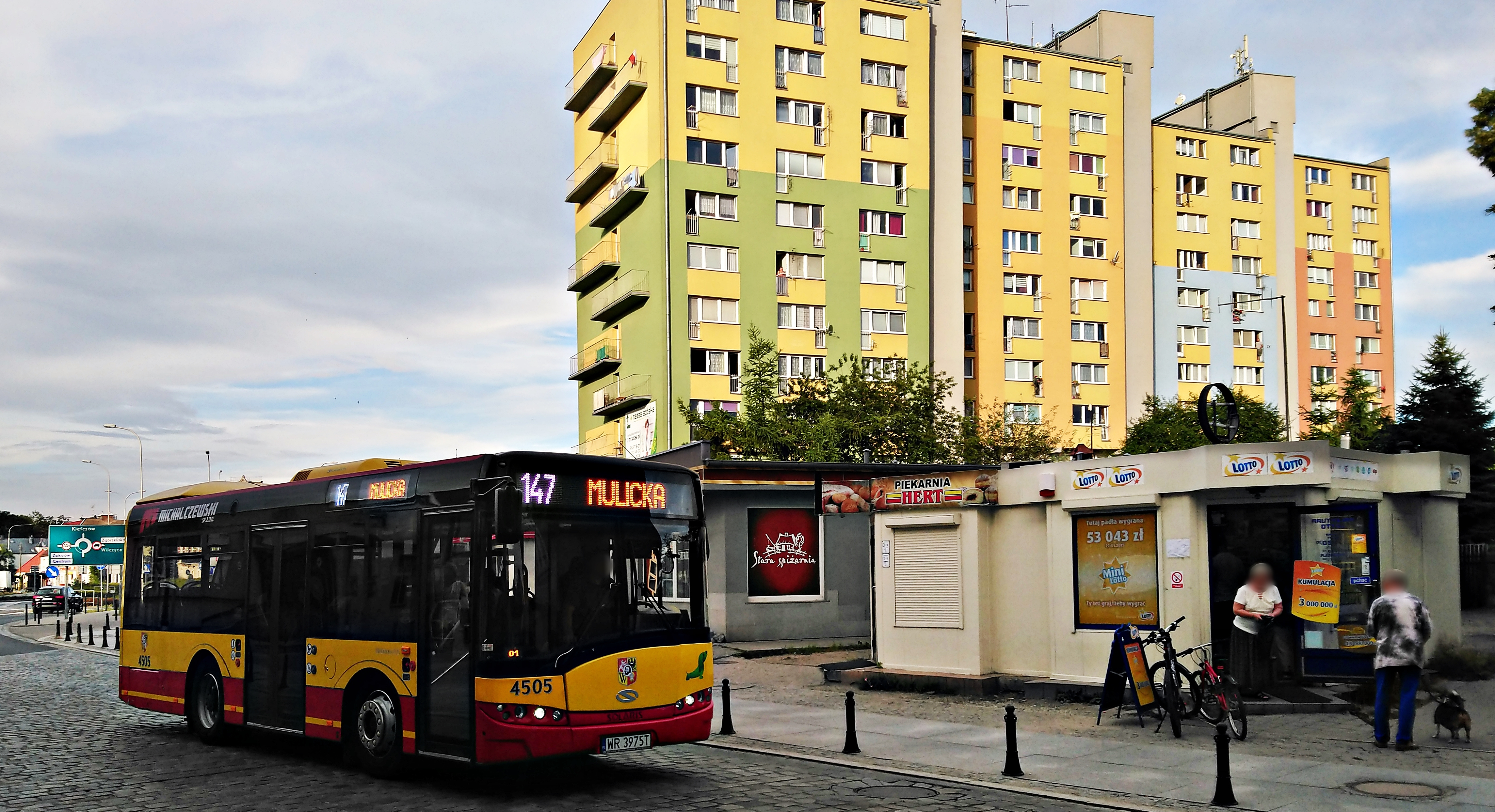
Solaris Alpino 8,6 we Wrocławiu

| Typ/Wersja                                           | Eksploatowany od                                     | przewóz osób na wózkach                              | Liczba |
| ---------------------------------------------------- | ---------------------------------------------------- | ---------------------------------------------------- | ------ |
| MAN NL 223                                           | 2003–2015                                            | przewóz osób na wózkach                              | 28     |
| MAN NG363 Lion's City G                              | 2006–2015                                            | przewóz osób na wózkach                              | 55     |
| Scania CityWide 12LF CNG                             | 2018–2024                                            | przewóz osób na wózkach                              | 29     |
| Wszystkie pojazdy                                    | Wszystkie pojazdy                                    | Wszystkie pojazdy                                    | 110    |
| Udział autobusów niskopodłogowych i niskowejściowych | Udział autobusów niskopodłogowych i niskowejściowych | Udział autobusów niskopodłogowych i niskowejściowych | 100%   |

## Wrocław
Michalczewski sp. z.o.o. organizuje przewozy autobusowe i jest podwykonawcą MPK Wrocław. Firma posiada następujący tabor 69 autobusów w tym MAN Lion’s City G (43 szt.), MAN Lion’s City (19 szt) czy Solaris Alpino 8,6 (7 szt.). Wrocław zostanie kolejnym miastem, dla którego radomska firma Michalczewski sp. z.o.o. świadczyć będzie usługi w komunikacji miejskiej. Umowa z przewoźnikiem została podpisana na 10 lat. W tym czasie MPK zapłaci podwykonawcy za jego usługi około 338 milionów złotych. Dzięki tej umowie wrocławski przewoźnik będzie mógł zredukować liczbę własnych autobusów, pozbyć się tych najstarszych i najbardziej wysłużonych i zaoferować pasażerom usługę na najwyższym poziomie. Dzięki współpracy z podwykonawcą m.in. na liniach: 112, 113, 125, 133, 136, 149, 152, 310, jeżdżą nowe MAN-y, a mniej uczęszczane linie, takie jak 100, 120, 147, 150 są obsługiwane autobusami marki Solaris. Zajezdnia znajduje się przy ul. Gazowej na Wrocławskim Tarnogaju i została ukończona w grudniu 2015 roku. Powstała tam m.in. hala obsługi autobusów, biur, dyspozytorni i pomieszczeń administracyjnych. Powstaje także stacja paliw i stacja kontroli pojazdów. We wrześniu 2017 roku, spółka dokupiła 11 fabrycznie nowych MANów Lion’s City do obsługi linii 133. Ponadto Michalczewski przez kilka miesięcy eksploatował 5 sztuk sprowadzonych z radomskiego oddziału Solarisów Urbino 12 CNG na linii 114 w dni robocze.

### Tabor
| Typ/Wersja                                           | Eksploatowany od                                     | przewóz osób na wózkach                              | Liczba |
| ---------------------------------------------------- | ---------------------------------------------------- | ---------------------------------------------------- | ------ |
| Solaris Urbino 8,6                                   | 2015                                                 | przewóz osób na wózkach                              | 7      |
| MAN Lion’s City                                      | 2015 / 2017                                          | przewóz osób na wózkach                              | 20     |
| MAN Lion’s City G                                    | 2015                                                 | przewóz osób na wózkach                              | 43     |
| Wszystkie pojazdy                                    | Wszystkie pojazdy                                    | Wszystkie pojazdy                                    | 70     |
| Udział autobusów niskopodłogowych i niskowejściowych | Udział autobusów niskopodłogowych i niskowejściowych | Udział autobusów niskopodłogowych i niskowejściowych | 100%   |